# 奇扎普卡河
奇扎普卡河（俄语：Чижапка）是俄羅斯的河流，屬於瓦休甘河的右支流，由托木斯克州負責管轄，河道全長511公里，流域面積13,800平方公里，河水主要來自融雪，每年十月至翌年五月結冰。